# Dumitrana, Ilfov
Dumitrana este o localitate componentă a orașului Măgurele din județul Ilfov, Muntenia, România.
În apropierea acestui sat se găsește pădurea Manoleasa (unde s-a filmat serialul Racheta albă) și râul Argeș.
Nu de mult pe albia râului Argeș se găsea ștrandul Dumitrana, o bază de agrement cu specific rustic, pistă de popice, restaurant, bar, căsuțe, plajă curată și amenajată. Acest ștrand a funcționat până în 1991, când localnicii au revendicat terenul și nimeni nu s-a mai ocupat de această bază, care are și în momentul de față infrastructura de la vremea respectivă.